# 델리 대학교
델리 대학교(University of Delhi, DU)는 인도 델리에 위치한 인도 중앙 대학교이다. 인도 연방 정부에 의해 재정 지원을 받고 있다. 1922년에 설립되었으며 학부와 대학원 수준의 과정이 개설되어 있다. 인도의 부총리 모하마드 하미드 안사리는 대학교의 총장이다. 대형 도서관으로 유명한데, 이 대학교 도서관의 단행본 장서량은 약 145만 권이다.

## 같이 보기
- 자와할랄 네루 대학교